# Winfried Frey (Schauspieler)

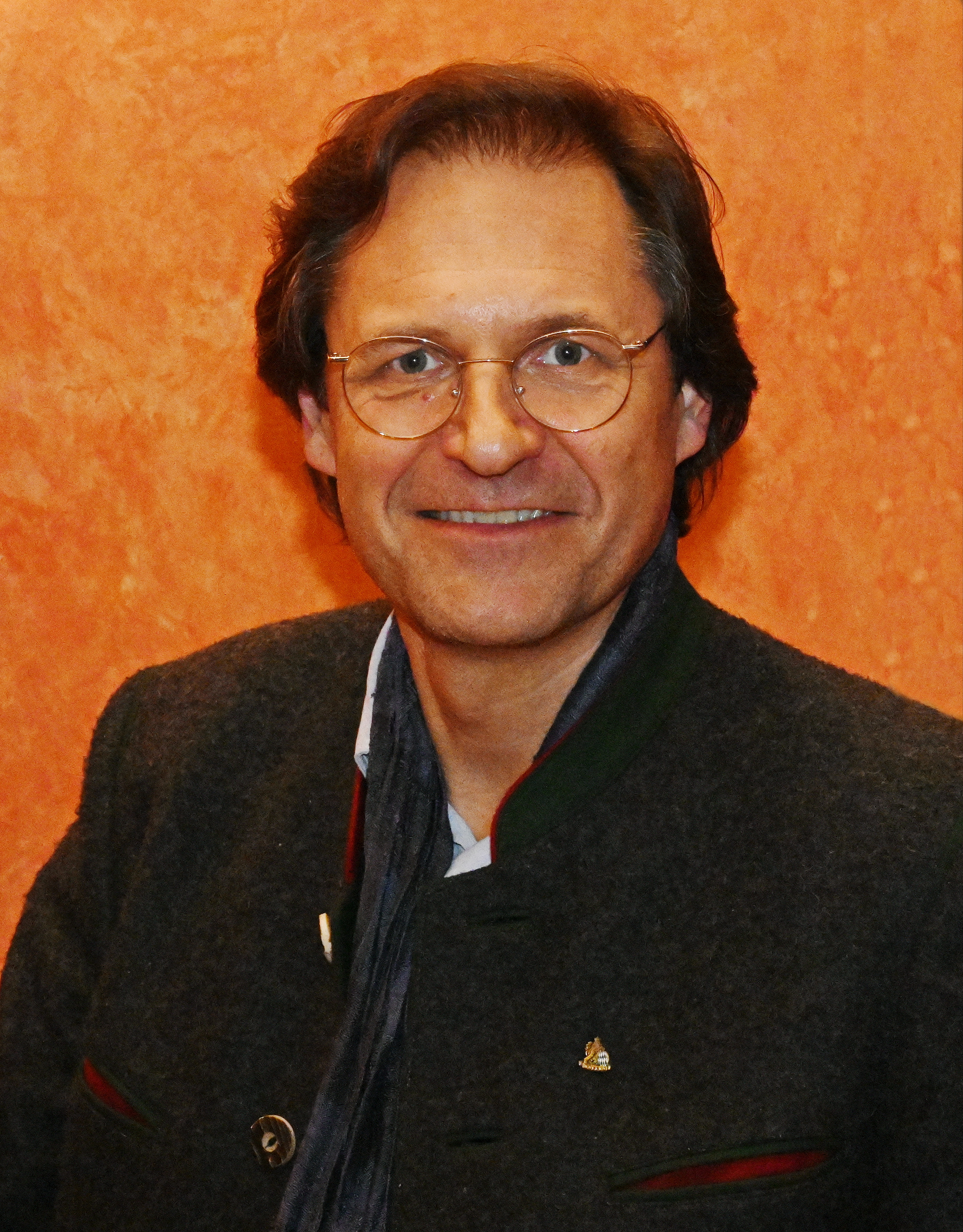
Winfried Frey, 2019

Winfried Frey (* 24. Dezember 1968 in Neuburg an der Donau) ist ein deutscher Volksschauspieler, Moderator, Autor, Theaterregisseur und Kabarettist.

## Leben
Winfried Frey wuchs bis zu seinem 16. Lebensjahr in Neuburg an der Donau auf. Er stand bereits im Alter von elf Jahren auf der Bühne. Zwei Jahre später spielte er im humoristisch-musikalischen Duo „Die Brucker Buam“. Seine schauspielerische Ausbildung absolvierte er von 1984 bis 1986 am Zinner-Studio und Friedericke Müller in München.
1986 wurde er festes Ensemblemitglied der weltberühmten Volkssängerbühne Platzl, wo ihn wenig später Bernd Helfrich für sein Chiemgauer Volkstheater entdeckte. Viele weitere Engagements an verschiedenen Bühnen, sowie Fernsehtheatern wie Chiemgauer Volkstheater, Peter Steiners Theaterstadl oder Komödienstadel folgten.
Seine erste große Fernsehrolle bekam er in der RTL-Serie Zum Stanglwirt. Viel wichtiger allerdings war seine Hauptrolle im arte/ZDF-Drama Alle haben geschwiegen (1995) von Norbert Kückelmann: Wurde Frey vorher als bajuwarischer Sympathieträger und jugendlicher Liebhaber besetzt, war er hier ein Mörder. Der Film begeisterte beim Münchner Filmfest und Winfried Frey hatte sein Rollenspektrum erfolgreich erweitert.
Ab 1996 war er Teil der ZDF-Serie Forsthaus Falkenau, ist immer wieder Hauptdarsteller, u. a. in Der Bulle von Tölz (Sat.1), in Fernsehfilmen wie im Bayerischen Rundfunk Kreuzwege als junger Pfarrer (1998) von Werner Asam, oder als gehbehinderter Richard Karpfinger in Steffi Kammermeiers Zeit der Fische (2004), ebenso wie im Tatort-Film Im Visier uvm. Auch Franz Xaver Bogner holte Winfried Frey mehrfach für seine legendären Serien. So hatte Frey Episodenhauptrollen in vier Folgen von Café Meineid, war als Eugen Gänslmayr vom Bau- und Ordnungsamt in seiner BR-Serie Der Kaiser von Schexing (2007–2011) und ist in der ARD-Polizeiserie München 7 als Polizeihauptmeister Hans Kneidl in Hauptrollen vertreten. Im Herbst 2007 stand er im Marcus H. Rosenmüller-Kinofilm Räuber Kneißl als Kommandant Gösswein vor der Kamera.
2008 doubelte Winfried Frey erstmals den CSU-Vorsitzenden Erwin Huber auf dem Nockherberg (Starkbierprobe).
Als Kabarettist ist er u. a. seit 1996 mit seiner Gruppe Boarisch Dynamit unterwegs, moderierte regelmäßig die „Volksmusik“ bei Radio Bayern 1, leiht gelegentlich den Puppen im Münchner Marionettentheater seine Stimme und agiert in Hörspielen. 2009/2010 drehte Winfried Frey sporadisch für den BR die musikalische Reisereportage „FREYFAHRT“.
Mit seinen Themenlesungen am Tag der Archive (‘Ungewöhnliche Mordfälle in Bayern’ und ‘100 Jahre Revolution in Bayern’) beschert er dem Staatsarchiv München so viele Besucher an einem Tag wie noch nie.
Seit 2010 ist er zudem vermehrt als Autor und Theaterregisseur tätig. Er verfasste unter anderem 13 Dialog-Drehbücher für die tägliche bayerische Serie „Dahoam is dahoam“ und entwickelte im Auftrag mehrerer Produktionsfirmen neue Serienkonzepte, Ideenskizzen für Filme oder Fernsehspiele sowie Doku-Formate auf Wunsch verschiedener TV-Sender. Bis dato gehen knapp 20 abendfüllende Theaterstücke, Musik-Theaterstücke und Kabarettprogramme auf sein künstlerisches Konto.
Im Herbst 2016 hob er sein erstes Soloprogramm Endlich Frey! aus der Taufe und tourte damit im süddeutschen Raum. Anfang 2019 startet das zweite Solo FreyZEIT – in der Welt zu Hause, in Bayern dahoam.
Frey ist SOS-Kinderdorf-Botschafter. Er ist mit der Schauspielerin Petra Auer-Frey verheiratet, das Paar hat zwei Kinder.

## Filmografie (Auswahl)
- 1989–1996: Peter Steiners Theaterstadl (34 Stücke)
- 1993–1995: Zum Stanglwirt (Fernsehserie, 39 Folgen)
- 1996: Alle haben geschwiegen, Regie: Norbert Kückelmann
- 1996–2009: Forsthaus Falkenau (Fernsehserie, 129 Folgen)
- 1997: Frauenarzt Dr. Markus Merthin (Fernsehserie, Folgen 2x28–2x29)
- 1997: Kreuzwege, Regie: Werner Asam
- 1997–2020: Der Komödienstadel (22 Folgen)
- 1998: Der Bulle von Tölz: Tod in Dessous, Regie: Wigbert Wicker
- 1999–2002: Café Meineid (Fernsehserie, 3 Folgen)
- 1999: Nur Schreiner machen Frauen glücklich …, Regie: Marcus H. Rosenmüller
- 1999: Unser Lehrer Doktor Specht (Fernsehserie, Folge 5x07)
- 2000–2019: SOKO München (Fernsehserie, 5 Folgen)
- 2000–2002: Tierarzt Dr. Engel (Fernsehserie, 5 Folgen)
- 2003: Tatort – Im Visier
- 2004: Amerikaner mit Zuckerguss
- 2005: Zeit der Fische, Regie: Steffi Kammermeier
- 2004–2015: München 7, Regie: Franz Xaver Bogner
- 2006–2014: SOKO Kitzbühel (Fernsehserie, 3 Folgen)
- 2006–2018: Die Rosenheim-Cops (Fernsehserie, 5 Folgen)
- 2007: Polizeiruf 110: Jenseits
- 2007: Räuber Kneißl, Regie: Marcus H. Rosenmüller
- 2008–2011: Der Kaiser von Schexing (Fernsehserie, 22 Folgen)
- 2010: Der Bergdoktor (Fernsehserie, 5 Folgen)
- 2011: Um Himmels Willen (Fernsehserie, Folge 10x01)
- 2012: Unter Verdacht, Regie: Andreas Herzog
- 2013: Heiter bis tödlich: Hubert und Staller (Fernsehserie, Folge Viel Wind um nichts)
- 2013: Der Alte – Partitur des Todes (Fernsehserie)
- 2014: Kommissar Marthaler – Partitur des Todes (Fernsehreihe)
- 2014: Der Alte – Melodie des Todes (Fernsehserie)
- 2014: Kommissarin Lucas – Kettenreaktion, Regie: Tim Trageser
- 2014: Die Chefin (Fernsehserie, 2 Folgen)
- 2014: Die Chefin
- 2016: Hubert und Staller (Fernsehserie, Folge Schwer erziehbar)
- 2017: Tatort – Die Liebe, ein seltsames Spiel
- 2017: Ebersberg, Regie: Manuel Weiss[3]
- 2019: Watzmann ermittelt (Fernsehserie, Folge Fluch am Eckstein)
- 2019: Die Bergretter (Fernsehserie, Folge 11x04)
- 2020: München Mord: Ausnahmezustand
- 2020: Ausgrissn! In der Lederhosn nach Las Vegas
- 2020: Reiterhof Wildenstein (Fernsehserie, Folge 2x02)
- 2021: Frühling: Weihnachtsgrüße aus dem Himmel (Fernsehreihe)
- 2023: Hubert ohne Staller (Fernsehserie, Folge Das letzte Abendmahl)

## Theater (Auswahl)
- seit 1995 über 50 TV-Theater-Aufzeichnungen für RTL und Bayerisches Fernsehen
- 2000: Die Unschuldigen, Regie: G. Löw
- 2001: Der Brandner Kaspar, Regie: C. Trantow
- 2001: Die Zauberflöte, Regie: S. Oeft
- 2004: Die keusche Hur’, Regie: Winfried Frey
- 2006–2007: Theo Berger – Bruchstücke, Regie: Winfried Frey und Hermann J. Vief
- 2007: Im weissen Rössl, Regie: Georg Büttl (in Garmisch-Partenkirchen, Open Air)
- 2009: MACHT los, Regie: Winfried Frey
- 2012: Aufstand, Regie: Harry Helfrich
- 2013–2015: REIZende LEICH, Regie: Winfried Frey
- 2014: Lumpazivagabundus, Regie: Georg Büttl
- 2016: Das Abschiedsdinner, Regie: Phillip Moschitz
- 2018: Nicht Öffentlich, Regie: Bernd Helfrich

## Hörfunk/Hörspiel/Moderation (Auswahl)
- Las Vegas – Eröffnung des Hofbräuhaus – 10 Folgen für das Bayerische Fernsehen – 2004
- seit 2006: Bayern 1 Volksmusik, u. a. ARD-Radio-TATORT für den BR
- 200-jähriges Oktoberfestjubiläum „Trachten- und Schützenumzug“ – ARD/BR, 19. September 2010, Live-Moderation
- mehrfach ARD-Radio-TATORT – Schenja – Buch: Robert Hültner – Regie: Ulrich Lampen
- seit 2014 Deutsches Theater „Der Oide-Wiesn-BÜRGERBALL“
- Patrona Bavariae 2017 – Höhepunkt der 7-jährigen Wallfahrt am Münchner Marienplatz
- ab 2017 RECLAM-Klassiker als Hörbücher auf Spotify

## Autor und Regisseur
Autor für das Fernsehen (Auswahl)
- Winfried Frey ist Dialogautor bei der täglichen Serie des BR (bis dato 13 Drehbücher) Dahoam is dahoam.
- Teilnahme am TRANSMEDIA-PREIS im Rahmen des Filmfest München, Ideenwettbewerb im Geiste des Journalisten Fritz Michael Gerlich mit dem Konzept „Nicht ohne meine Mutter oder Meine Puppe ist kaputt“
- Kurzfilm-Drehbuch: „Gemeinsam einsam“ (AT) – Tragikomödie.
- seit 2011 künstlerischer Gesamtleiter der Starkbierveranstaltung im Münchner Osten „Truderinger Ventil“ und des Starkbieranstiches in Grünwald – in  Personalunion als Autor, Regisseur, Schauspieler und Starkbierredner.
- Epxosé „endlich frei“ im Rahmen des Drehbuchwettbewerbes 2011 Garmisch-Partenkirchen.

Autor für Print-Medien und Bühne (Auswahl)
- seit 2011 künstlerischer Gesamtleiter der Starkbierveranstaltung im Münchner Osten „Truderinger Ventil“, Starkbieranstich PWG in Grünwald und im Hirschgarten – in Personalunion als Autor, Regisseur, Schauspieler und Starkbierredner.
- 2013/14: einmal monatlich die Kolumne „frey Schnauze“, unter dem Pseudonym ‚Friedl Hundhamma‘, für die Münchner Wochenanzeiger und online unter www.tierportal-muenchen.de

Autor für Theaterstücke (Auswahl)
- Glücksspiel mit Gesang „As Glück is a Matz“
- Von Winfried Frey nach Johann N. Nestroys „Der böse Geist Lumpazivagabundus“.
- Theaterstück „Macht los“ –  Political, Theaterstück mit Gesang – von Winfried Frey, Eigenverlag.
- Theaterstück „Theo Berger“ – Bruchstücke – Theaterstück – von Winfried Frey. stückgut Bühnen- und Musikverlag (GmbH)
- Theaterstück „Die keusche Hur“ – Theaterstück mit Gesang – von Winfried Frey. stückgut Bühnen- und Musikverlag (GmbH)
- Theaterstück „Heisse Steine“ – Komödie – von Winfried Frey. stückgut Bühnen- und Musikverlag (GmbH).
- Theaterstück „Die Kurschattengarantie“ – von Winfried Frey.

Regisseur (Auszug)
- Komödie – Alpenglüh’n und Männertreu – von Cornelia Willinger, 2018
- Glücksspiel mit Gesang „As Glück is a Matz“ von Winfried Frey nach Johann N. Nestroys „Der böse Geist Lumpazivagabundus“. Premiere am 17. März 2017 im Kinderheim Feldkirchen.
- Komödie „Da Leftutti“ von Peter Landstorfer. Premiere am 6. März 2015 im Kinderheim Feldkirchen.
- Komödie „Amerikaner mit Zuckerguss“ von Steffi Kammermeier; 2014.
- „Mitten bei der Nacht“ von Autor und Turmschreiber Gerhard Loew, Januar 2015.
- „Mit Schwund muasst rechnen“ von Autor und Turmschreiber Gerhard Loew. Oktober 2014.
- „MACHT los“. Bayerisches Political von Winfried Frey. Uraufführung 2009 im Stadttheater Neuburg an der Donau.
- „Theo Berger – Bruchstücke“. Ein Psychogramm über den Ausbrecherkönig aus dem Donaumoos von Winfried Frey. Erschienen im stückgut Bühnen- und Musikverlag (GmbH). Uraufführung 2006 im Stadttheater Neuburg an der Donau.
- „Die keusche Hur“. Theaterstück mit Gesang. Ein bayrisches Singspiel um 1890 von Fried von Brugg, alias Winfried Frey. Erschienen im stückgut Bühnen- und Musikverlag (GmbH). Uraufführung 2004 im Stadttheater Neuburg an der Donau.
- „Truderinger Ventil“ – der Starkbieranstich im Münchner Osten. Seit 2011 künstlerischer Gesamtleiter im Kulturzentrum Trudering.

## Auszeichnungen
- 1999: Filmband in Gold für „Nur Schreiner machen Frauen glücklich“ (Regie: Markus H. Rosenmüller)
- 2005: Adolf-Grimme-Preis für „München 7“ (Regie: Franz Xaver Bogner)
- 2005: Bayerischer Fernsehpreis für „München 7“ (Regie: Franz Xaver Bogner)
- 2015: Georg-Lohmeier-Gedächtnispreis
- 2017: Monica-Bleibtreu-Preis